# Antoni Suracki
Antoni Suracki ps. „Antoni Siwacki” (ur. 27 sierpnia 1896 w Dratowie, zm. 31 października 1928) – sierżant Wojska Polskiego, działacz niepodległościowy.

## Życiorys
Urodził się 27 sierpnia 1896 w Dratowie, w ówczesnym powiecie lubartowskim guberni lubelskiej, w rodzinie Adama i Agnieszki. Z zawodu był rzeźnikiem (masarzem). Był bratem Kazimierza.
23 sierpnia 1915 wstąpił do Legionów Polskich i został przydzielony do I Baonu Uzupełniającego. 15 października 1915 służył w 3. kompanii III baonu 1 Pułku Piechoty. Miesiąc później wykazany w 2. kompanii tego samego batalionu. W październiku 1915 został ranny po raz pierwszy. Po półrocznym pobycie w szpitalu ponownie służył na froncie. Latem 1916 został ranny po raz drugi. W lipcu 1917, po kryzysie przysięgowym, został internowany w Szczypiornie. Po uwolnieniu walczył w szeregach 2 Pułku Piechoty Legionów.
W czasie pokoju pełnił służbę w 7 Pułku Piechoty Legionów w Chełmie. 31 października 1928 zginął tragicznie wskutek nieszczęśliwego wypadku. Został pochowany 3 grudnia 1928.

## Ordery i odznaczenia
- Krzyż Niepodległości – pośmiertnie 19 grudnia 1933 „za pracę w dziele odzyskania niepodległości”[6][1]